# Sălcuța, Bistrița-Năsăud
Sălcuța (mai demult Fiscut; în germană Feisket, în maghiară Fűzkút, în trad. „Fântâna Salciei”) este un sat în comuna Sânmihaiu de Câmpie din județul Bistrița-Năsăud, Transilvania, România.

## Istorie
- Prima atestare documentară este din anul 1329 sub numele Fyzkut.
- În timpul reformei maghiarii au trecut la calvinism.

## Demografie
La recensământul din 2002 satul avea 127 de locuitori dintre care: 113 români și 14 maghiari.
Componența etnică a satului Sălcuța
     Români (88,978%)
     Maghiari (11,03%)

## Galerie de imagini

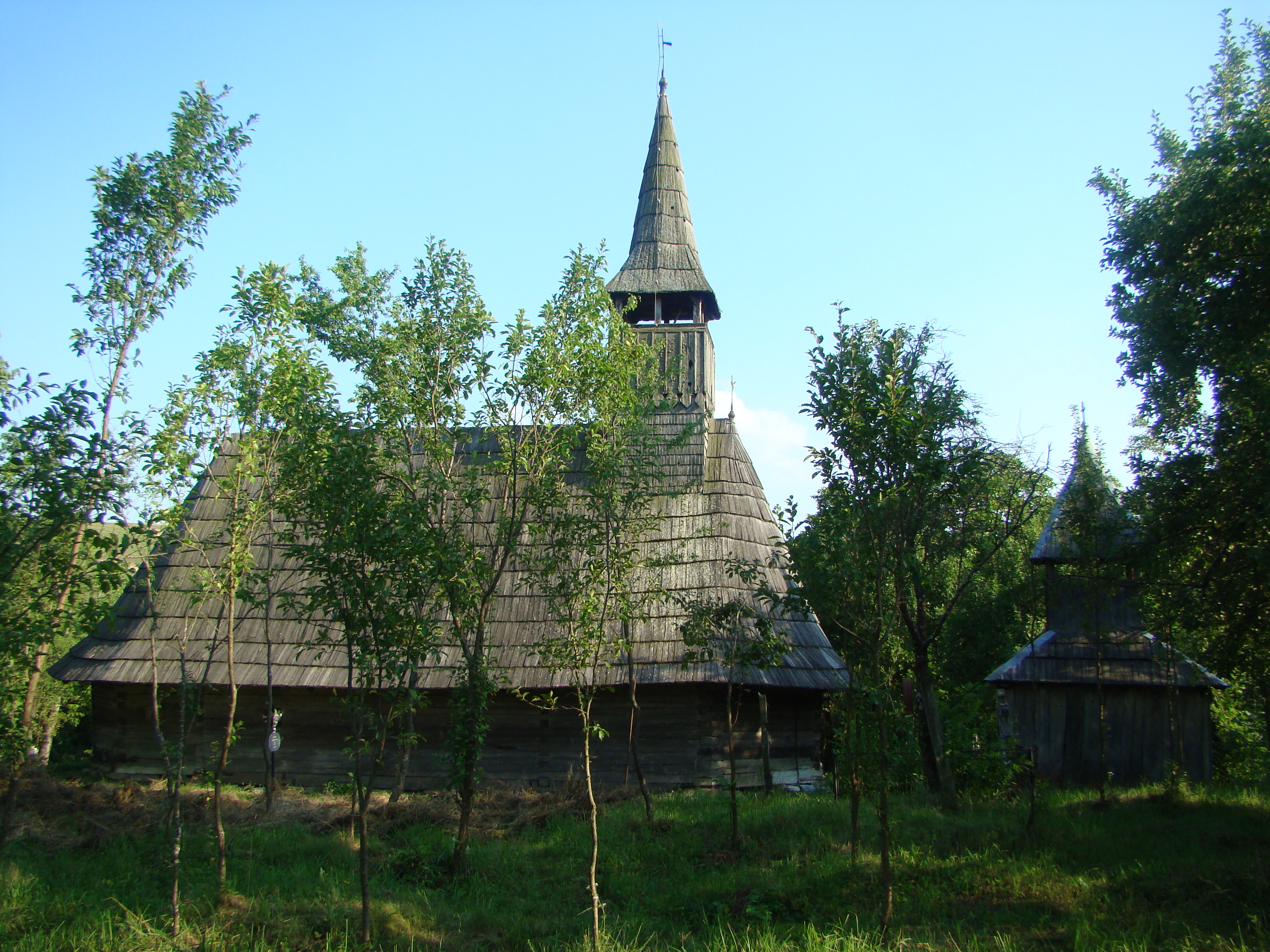
Biserica de lemn
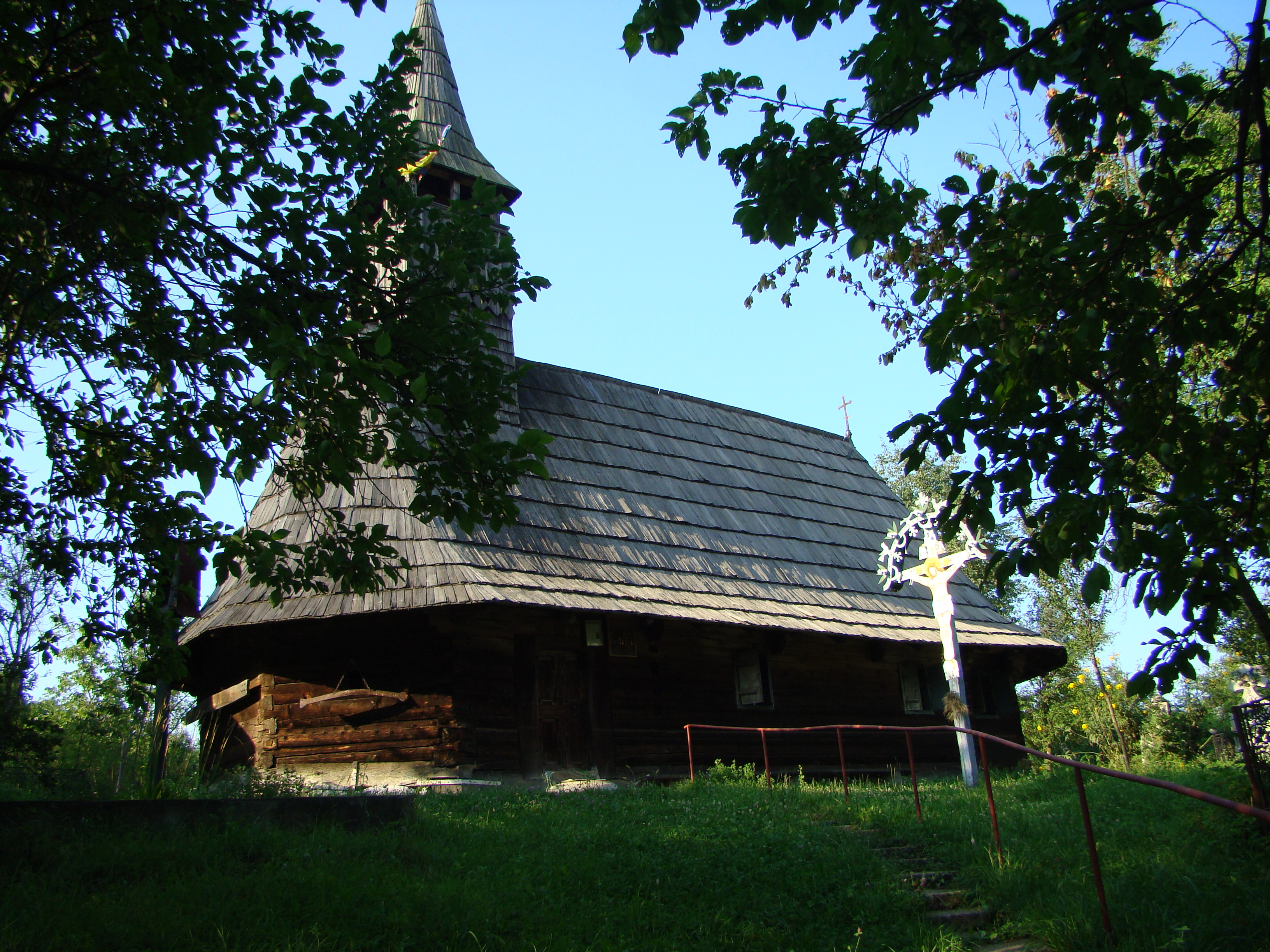
Biserica de lemn
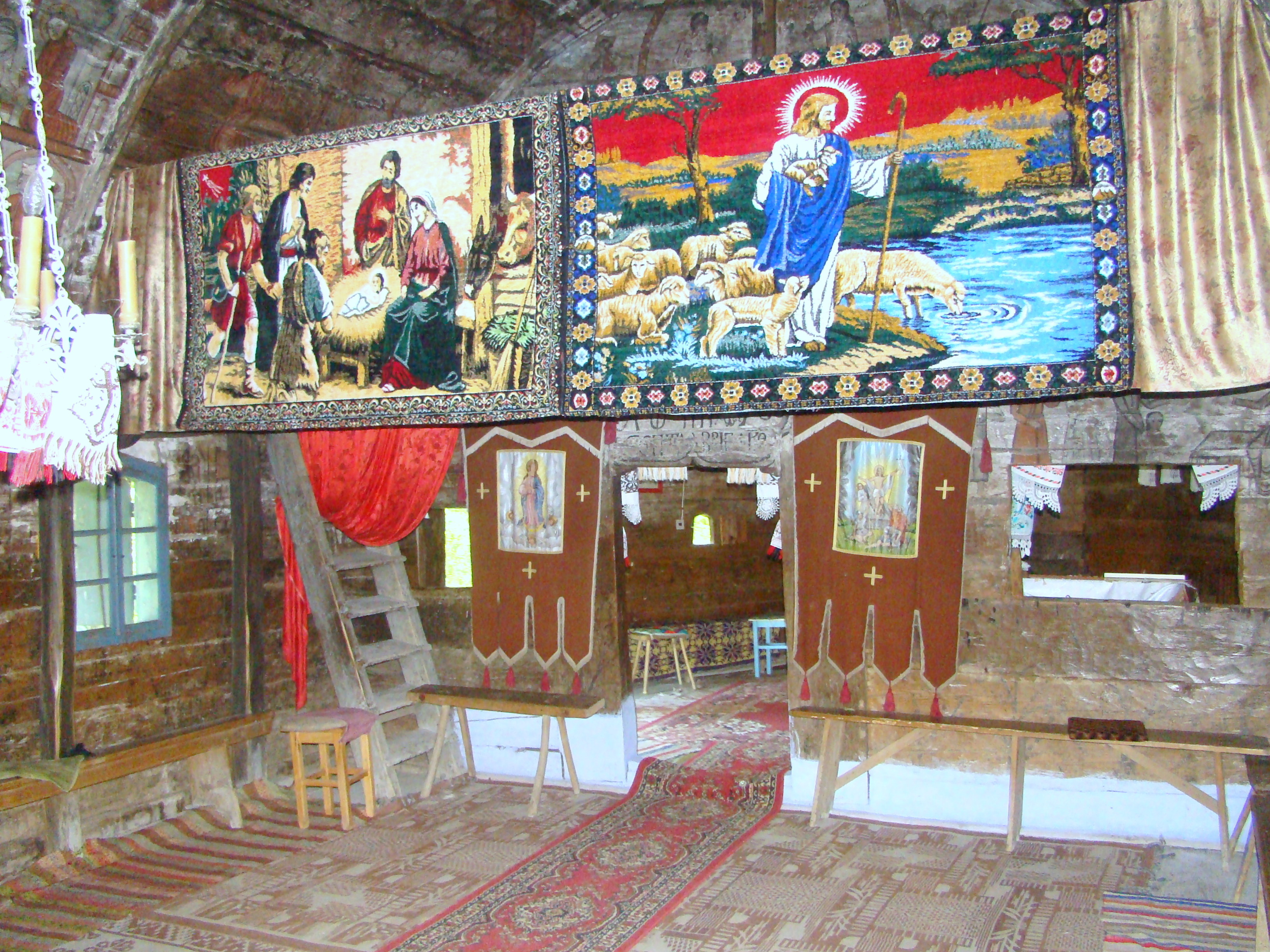
Interiorul bisericii de lemn
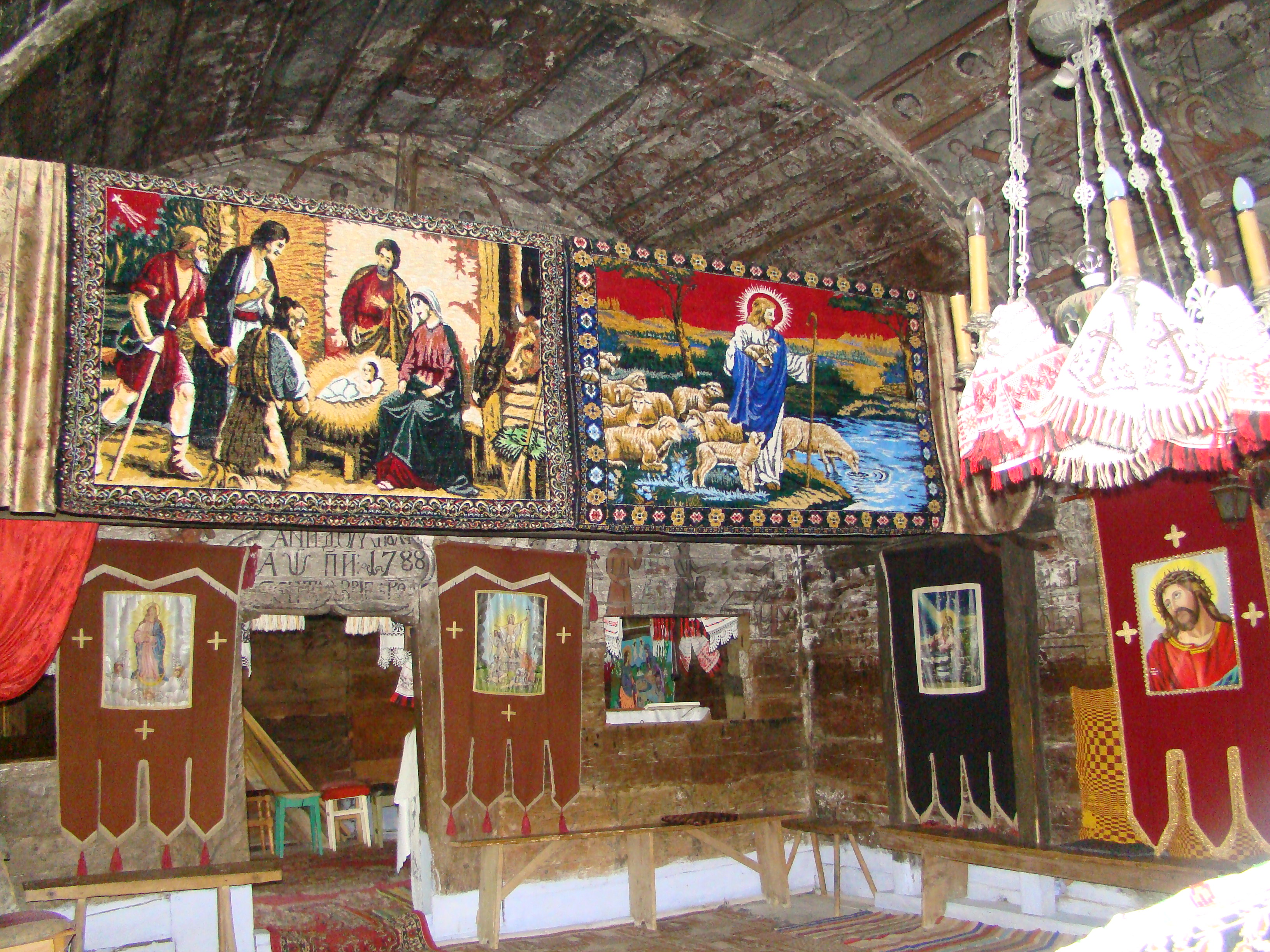
Interiorul bisericii de lemn
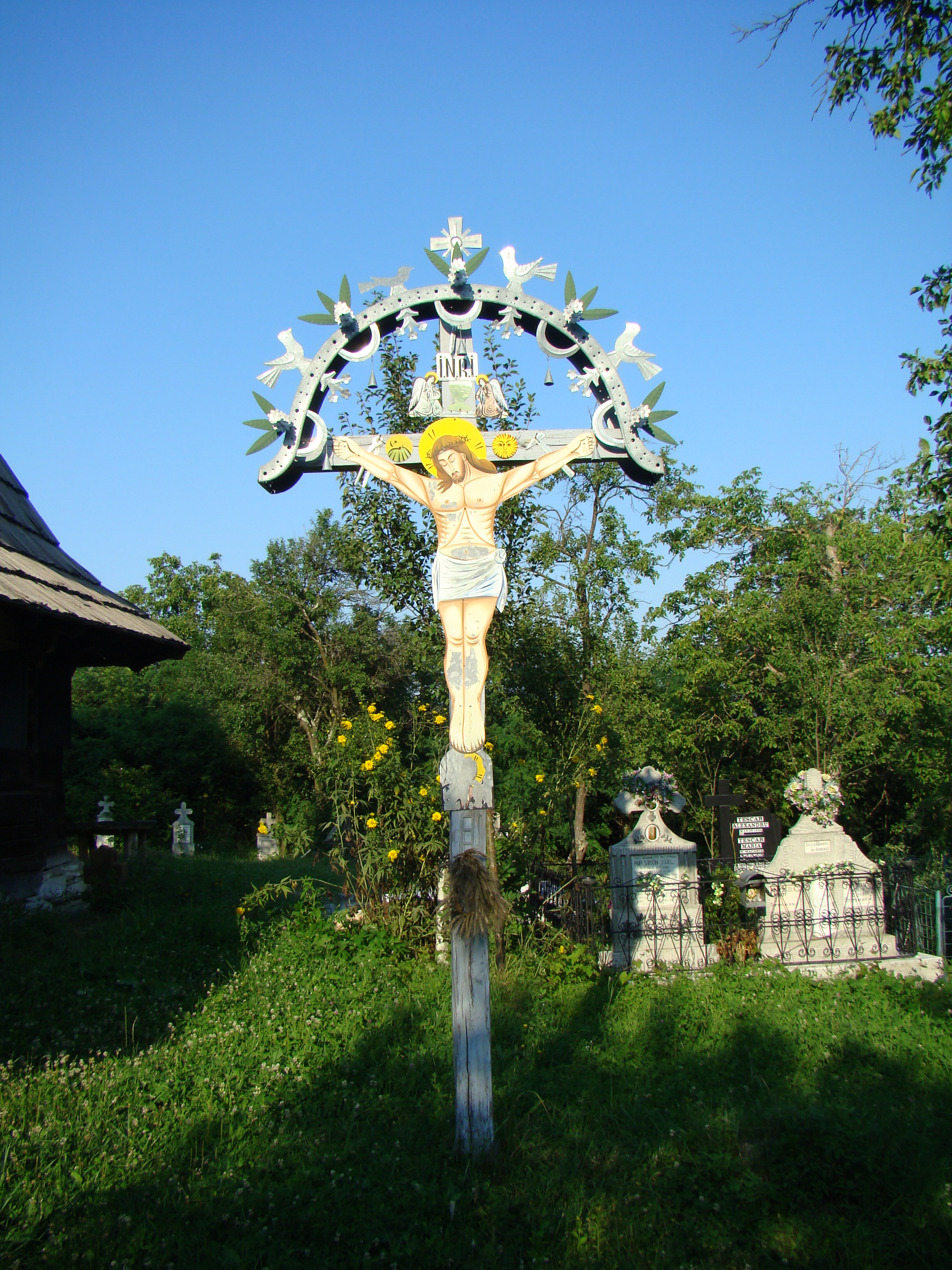
O troiță de lângă biserică
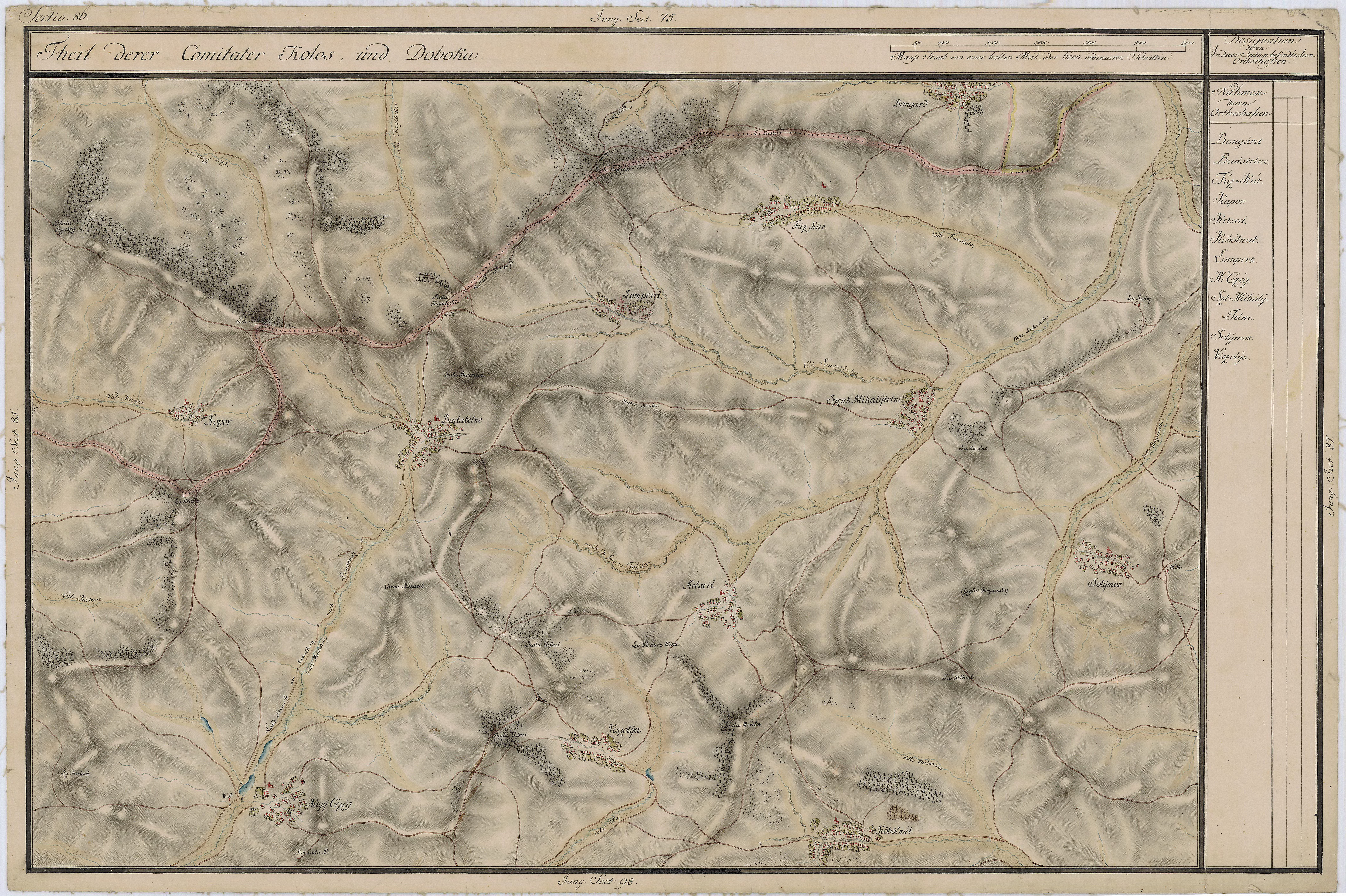
Sălcuţa în Harta Iosefină a Transilvaniei, 1769-73